# Нижняя Ельцовка
Нижняя Ельцовка — жилой микрорайон в Советском районе города Новосибирска. Расположен на севере района по обе стороны федеральной трассы Р-256 (М-52) и Туркестано-Сибирской магистрали. Восточная часть застроена, в основном, типовыми панельными 9-ти и 10-ти этажными домами и коттеджами, западная часть (между рекой Обь и трассой Р-256) представляет собой частный сектор.

## История

### XVIII век
В 1717 году выше по течению реки Оби уже существовала деревня Ельцовская (была затоплена в 1959 году при строительстве Новосибирского водохранилища), которая после образования деревни Нижняя Ельцовка была переименована в деревню Верх-Ельцовскую. Деревня Нижняя Ельцовка не упоминается в материалах дополнительных переписей 1721—1722 годов, что устанавливает нижнюю границу вероятной даты её основания.
Согласно документу 1734 года, деревня уже существовала и находилась «на устье речки Ельцовки, которая с востока впадает в Обь в 10 верстах от устья Ини».

### XIX век
В 1823 году в деревне находилось четыре двора. Мужское население составляло 12 человек.
По данным на 1859 год деревня упоминается под несколькими вариантами названия: Ново-Еловская, Ново-Елова, Щелкина, Ново-Ельцевка, Нижняя Ельцевка. На её территории находилось 13 дворов и проживало 88 человек.

### XX век
По состоянию на 1943 год, деревня была центром Нижнеельцовского сельсовета, который входил в состав Новосибирского района.
16 апреля 1958 года, при образовании Советского района, деревня была включена в черту города вместе с другими населёнными пунктами Нижнеельцовского сельского совета (Матвеевка, Благовещенка, Березовый Лог (Чербусы), Речкуновка) и стала микрорайоном Новосибирска.
Активный снос деревенских домов и высотная застройка восточной части района начались в начале 1980-х годов.

### XXI век
В 2000-е годы продолжилась застройка микрорайона многоквартирными домами.

## Инфраструктура

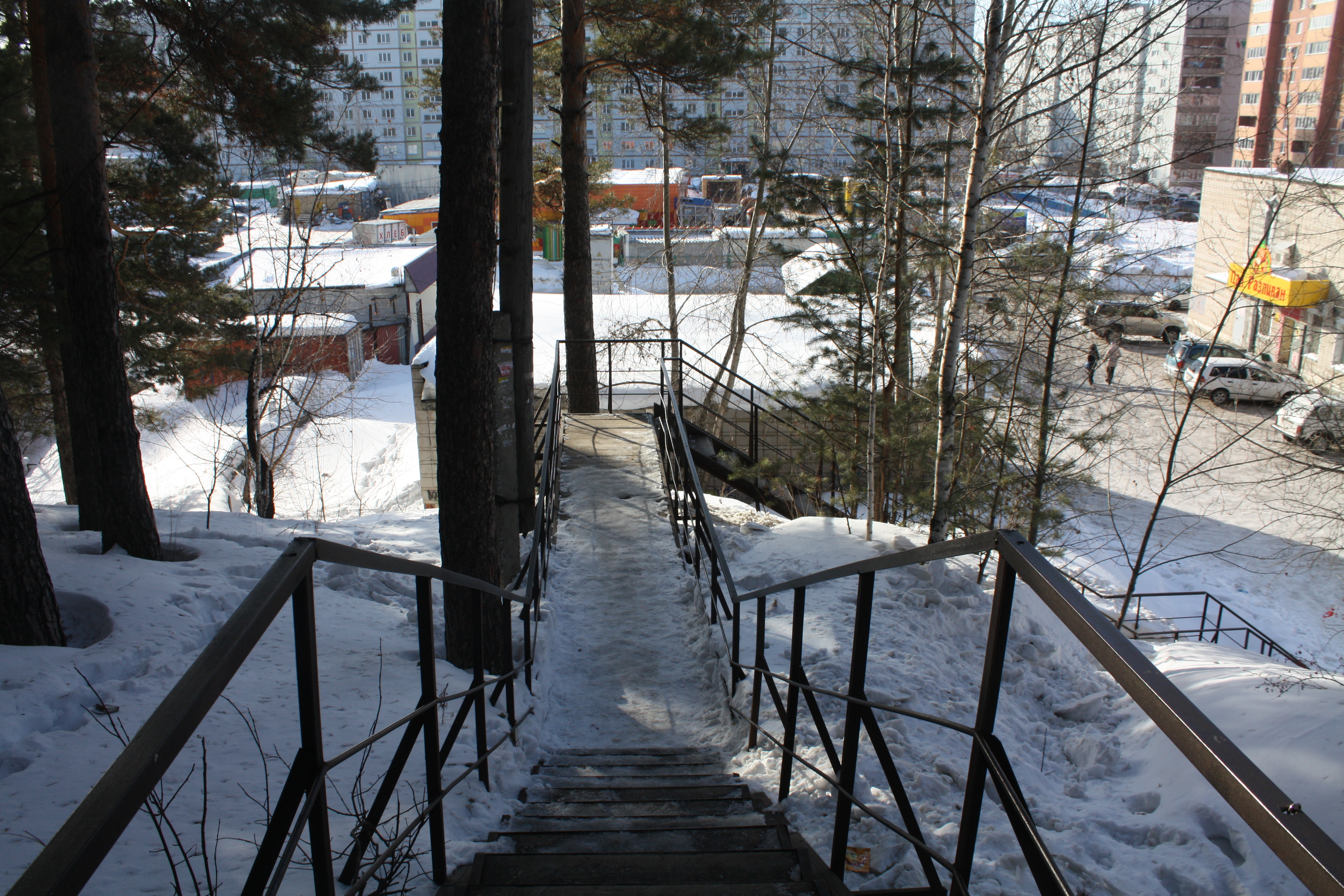

На территории жилмассива находится средняя общеобразовательная школа, 3 детских дошкольных учреждения, филиалы детской и взрослой поликлиник. Основные улицы жилмассива:
- Черносельская;
- Лесосечная;
- Экваторная;
- Зелёная Горка;
- Тимакова;
- Садовый проезд.

Также в район Н. Ельцовки находится большое количество садовых некоммерческих товариществ.

## Предприятия
На территории Нижней Ельцовки расположены:
- ООО «Гидроцветмет» — экспериментальное химико-металлургическое предприятие;
- ГУ НЦ клинической и экспериментальной медицины СО РАМН — медицинское научно-исследовательское предприятие;
- Schlumberger — филиал крупной нефтесервисной компании;
- Пожарная часть;
- Почтовое отделение № 60;
- Амбулатория городской поликлиники № 14;
- ЗАО «Экран ФЭП».

## Транспорт
Основной вид транспорта — маршрутное такси и автобусы.

Основные маршруты:
23 (мт-т) ИКЭМ — Речной вокзал;
52 (а) ул. Белоусова — ИКЭМ;
52 (мт-т) Цветной проезд — ИКЭМ;
52к (а) Цветной проезд — ул. Экваторная;
65 (а) Общественный торговый центр — Нижняя Ельцовка (ул. Лесосечная) - Общественный торговый центр;
86 (мт-т) ул. Экваторная — Общественный торговый центр.
На территории жилмассива находится одноимённая остановочная платформа поездов пригородного сообщения ЗСЖД (23 км, III тарифная зона).

## Достопримечательности
На территории жилмассива находится Православный приход во имя Святителя Николая Чудотворца.

## Экология

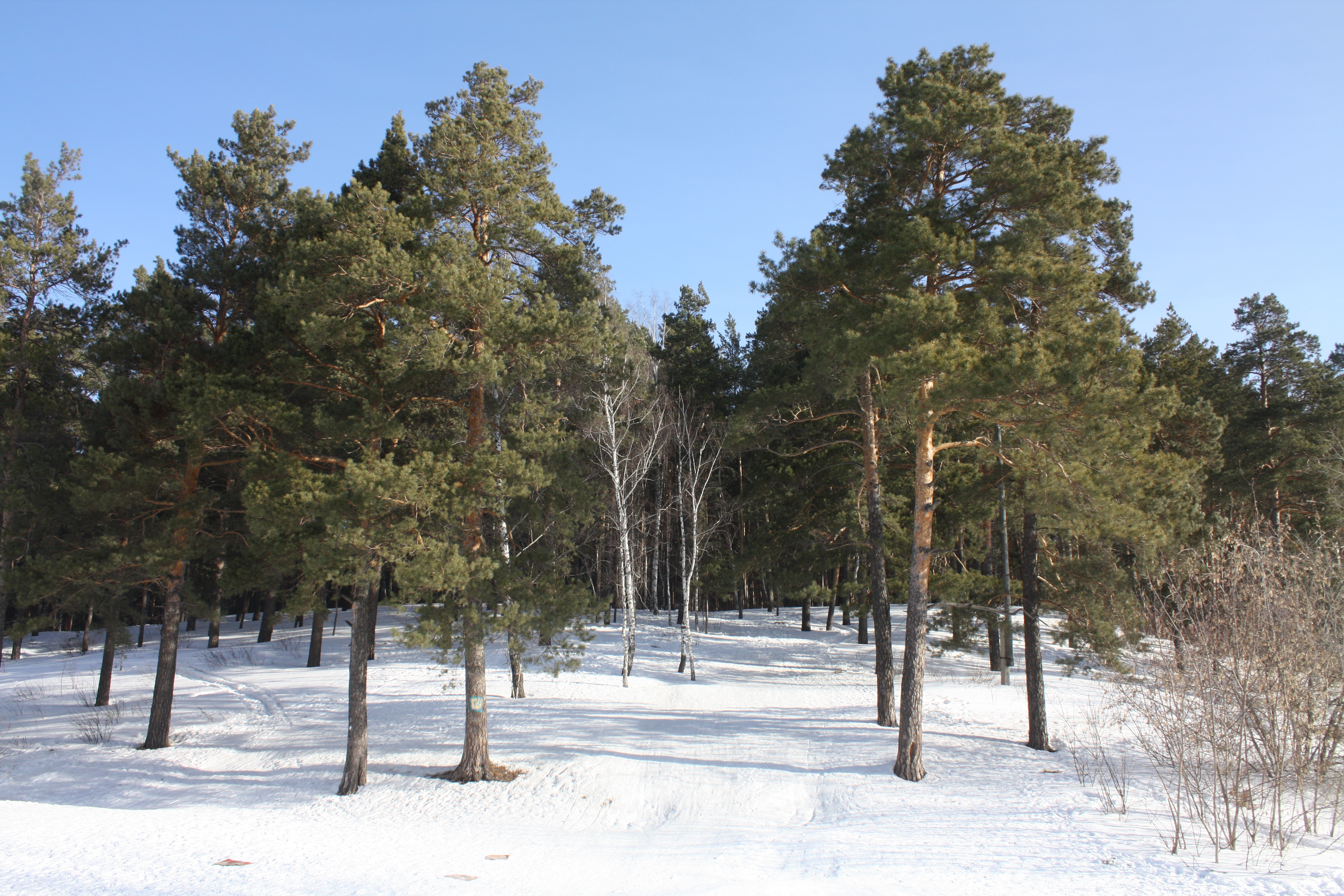

В экологическом плане река Ельцовка наиболее благополучная из малых рек. Этому способствует то, что территория её бассейна имеет обширные лесопарковые зоны и не подвергается активному техногенному воздействию. Река Ельцовка пересекает городскую черту на востоке Советского района, в полутора километрах от Новосибирского высшего командного училища, расположенного на улице Иванова.

## В произведениях искусства
Микрорайон запечатлён на картине новосибирской художницы Ирины Корнушиной «Нижняя Ельцовка».